# Елена Черногорская
Еле́на Черного́рская (черног. Јелена Петровић Његош, 8 января 1873 — 28 ноября 1952) — урождённая принцесса черногорская. В браке с Виктором Эммануилом III королева Италии и Албании, императрица Эфиопии.

## Биография
Дочь короля Николы I Черногорского и его жены Милены Вукотич.
В 1896 году она вышла замуж за Виктора Эммануила III, будущего короля Италии. Чтобы вступить в брак, Елена перешла из православия в католичество. Мать Елены, княгиня Милена, в знак протеста отказалась присутствовать на венчании в Риме.
Супруги имели шестерых детей:
- Иоланда Маргарита (1901—1986), замужем за Джорджо Карло Кальви, графом Берголо;
- Мафальда (1902—1944), замужем за Филиппом Гессенским, умерла в концлагере Бухенвальд;
- Умберто II (1904—1983), женат на Мари-Жозе Бельгийской;
- Джованна (1907—2000), замужем за царём Болгарии Борисом III;
- Мария Франческа (1914—2001), замужем за Луиджи Бурбон-Пармским.

28 декабря 1908 года в Сицилии произошло землетрясение, почти полностью разрушившее город Мессину.
Во время Первой мировой войны королева работала санитаркой в госпитале. Елена придумала продавать фотографию со своим автографом на благотворительных аукционах, чтобы оказывать помощь пострадавшим.
Её поведение стало примером для подражания многим поколениям королев и правительниц. Папа Римский Пий XI в 1937 году вручил ей Золотую Розу Христианства, высшую из наград католической церкви, предназначенных для женщин. Его преемник Пий XII после смерти Елены назвал её «госпожой благотворительного милосердия».. В 2001 году начат процесс беатификации королевы Елены; папа Римский провозгласил её «служанкой Божией» (фактически это означает первую ступень канонизации перед беатификацией).

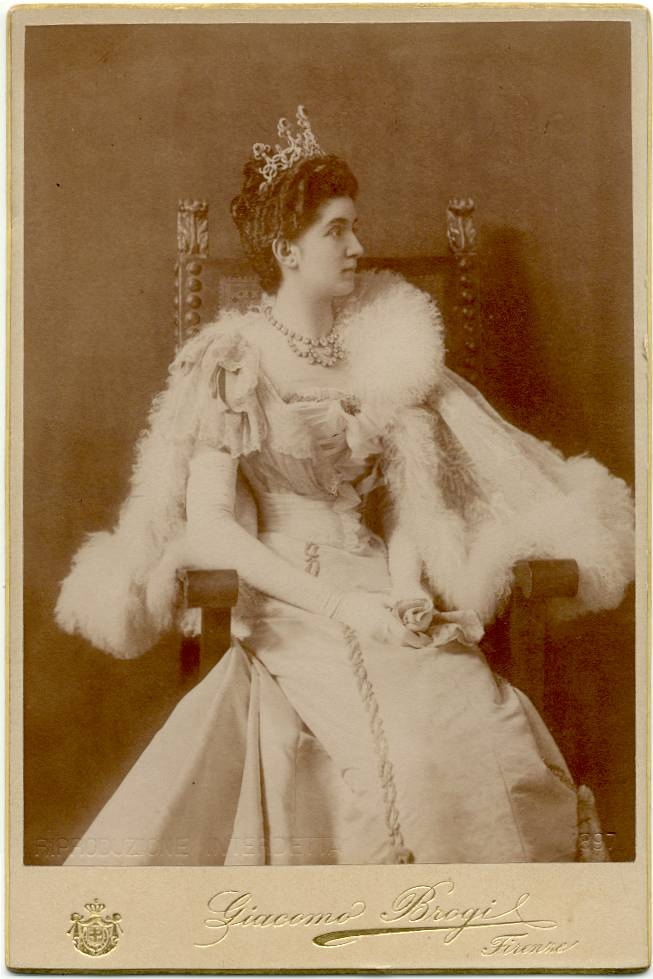

«Славянская красавица» Елена была довольно высокой (180 см) и хорошо сложённой женщиной. Её муж, Виктор Эммануил III (как и его отец), напротив, был весьма малого роста (около 153 см), из-за чего выглядел комично рядом с женой. И хотя король старался носить обувь на толстой подошве и шляпы с высокой тульей, а власти тщательно отслеживали, чтобы фотографы не делали «контрастных» снимков, такую разницу в росте было сложно скрыть, особенно во время брачной церемонии. Снимки попали в газеты мира, в том числе и в Россию, где породили выражение «итальянская парочка», подразумевая рослую жену и маленького мужа.

## Память
Именем принцессы назван украинский круизный теплоход, курсирующий по Чёрному морю.
Джакомо Пуччини посвятил Елене Черногорской оперу Мадам Баттерфляй.